# Прессбургер, Эмерик
Э́мерик Пре́ссбургер (нем. Emeric Pressburger), настоящее имя Имре Йожеф Прессбургер (венг. Pressburger Imre József; 5 декабря 1902 года, Мишкольц, Австро-Венгрия, ныне Венгрия — 5 февраля 1988 года, Сакстед, Саффолк, Великобритания) — британский кинорежиссёр, сценарист, продюсер венгерского происхождения. Из 17 его фильмов 16 сняты вместе с Майклом Пауэллом: «Один из наших самолётов не вернулся», «Вопрос жизни и смерти», «Чёрный нарцисс», «Красные башмачки» и др. Для совместной работы Прессбургер и Пауэлл создали киностудию «Лучники».

## Биография
Родился в семье состоятельного еврея — управляющего поместьем. Начинал как журналист, до 1933 года работал сценаристом на легендарной немецкой студии «Universum Film AG». После прихода к власти фашистов эмигрировал в Лондон, где примкнул к сообществу венгерских кинодеятелей во главе с Александром Кордой.
В 1939—1956 годах работал совместно с Пауэллом. По названию основанной ими студии The Archers Пауэлла и Прессбургера прозвали «Лучниками». Многие из их фильмов имели грандиозный успех в англоязычном мире, правда, не в самой Британии.
В титрах Пауэлл и Прессбургер, как правило, были указаны и как режиссёры, и как продюсеры, и как сценаристы, однако фактически за режиссуру отвечал Пауэлл, а Прессбургер решал организационные вопросы — писал сценарии, продюсировал фильмы, курировал монтаж, подбирал музыкальное сопровождение.
После роспуска «Лучников» Прессбургер сосредоточился на писательстве. По одному из его романов Фред Циннеман снял в 1964 году нашумевший фильм «Узри коня бледного».
По стопам Прессбургера пошли внуки — Эндрю Макдональд, продюсер ленты «На игле», и Кевин Макдональд, режиссёр фильма «Последний король Шотландии».

## Признание и награды
- Обладатель премии «Оскар» за лучший оригинальный сюжет к фильму «49-я параллель».
- В списке ста лучших британских фильмов по версии Британского киноинститута Лучникам принадлежит четыре фильма[3].